# Saint-Bonnet-de-Vieille-Vigne
Saint-Bonnet-de-Vieille-Vigne ist eine französische Gemeinde mit 217 Einwohnern (Stand: 1. Januar 2022) im Département Saône-et-Loire in der Region Bourgogne-Franche-Comté (vor 2016 Bourgogne). Sie gehört zum Arrondissement Charolles und zum Kanton Charolles (bis 2015 Palinges). 

## Geographie
Saint-Bonnet-de-Vieille-Vigne liegt etwa 50 Kilometer südöstlich von Chalon-sur-Saône.
Nachbargemeinden von Saint-Bonnet-de-Vieille-Vigne sind Génelard im Norden, Ciry-le-Noble im Nordosten, Martigny-le-Comte im Osten, Grandvaux im Süden, Saint-Aubin-en-Charollais im Südwesten sowie Palinges im Westen und Nordwesten.

## Bevölkerungsentwicklung
| Jahr                      | 1962 | 1968 | 1975 | 1982 | 1990 | 1999 | 2006 | 2013 |
| Einwohner                 | 309  | 295  | 209  | 192  | 217  | 198  | 192  | 199  |
| Quelle: Cassini und INSEE |      |      |      |      |      |      |      |      |

## Sehenswürdigkeiten
- Kirche Saint-Maur
- Schloss Grattery
- Schloss Velle
- Schloss Champvigy aus dem 19. Jahrhundert

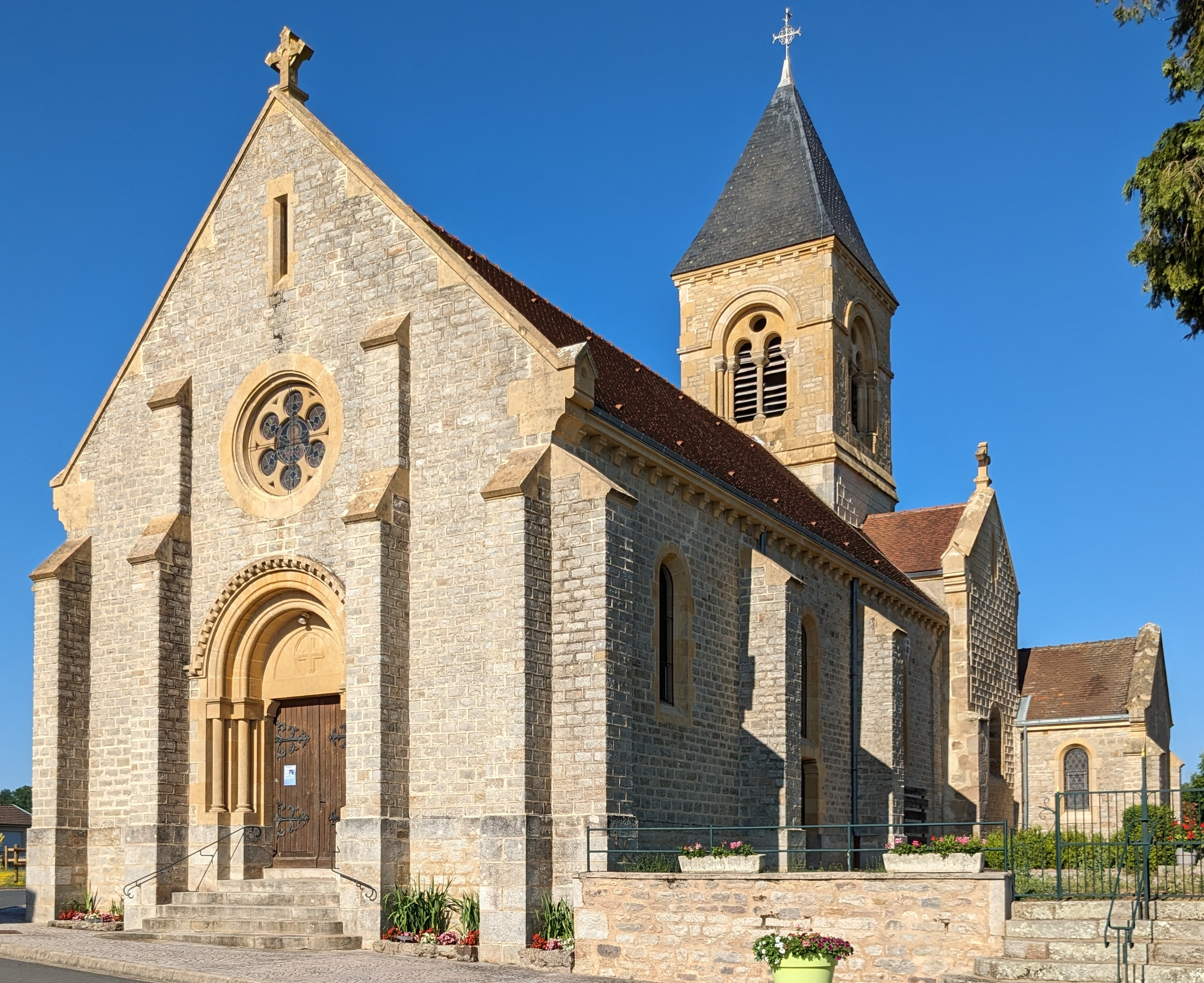
Kirche Saint-Maur